# Darvel
Darvel – miasto w południowej Szkocji, w hrabstwie East Ayrshire, położone w dolinie rzeki Irvine. W 2011 roku liczyło 3871 mieszkańców.

## Historia
Miasto założone zostało 1752 roku na terenie majątku ziemskiego należącego do Johna Campbella, 4. hrabiego Loudoun. Do 1780 roku liczba mieszkańców sięgnęła 400, w 1819 roku – 800, a w 1841 roku – 1360. Lokalna gospodarka opierała się na włókiennictwie, w szczególności (od 1876 roku) na wyrobie koronek. Znaczna część produkcji trafiała na eksport, m.in. do Indii, ten załamał się jednak w latach 20. XX wieku. Na mniejszą skalę koronkarstwo kultywowane jest w mieście do dziś.